# Hirtopelta
Hirtopelta là một chi ốc biển, là động vật thân mềm chân bụng sống ở biểns trong họ Peltospiridae.

## Các loài
Các loài trong chi Hirtopelta gồm có:
- Hirtopelta hirta McLean, 1989[3]
- Hirtopelta tufari Beck, 2002[4]